# Monachella muelleriana
Petróica-das-torrentes ou papinho-das-torrentes (Monachella muelleriana) é uma espécie de ave da família Petroicidae. É a única espécie do género Monachella.
Pode ser encontrada nos seguintes países: Indonésia e Papua-Nova Guiné.
Os seus habitats naturais são: florestas subtropicais ou tropicais húmidas de baixa altitude e regiões subtropicais ou tropicais húmidas de alta altitude.